# 洛里斯·卡利奧斯
洛里斯·卡利奧斯（德語：Loris Karius；1993年6月22日—）德國職業足球員，場上司職守門員，現效力於德國足球乙級聯賽球隊沙爾克04。

## 球會生涯

### 史特加
卡利奧斯出生於巴登-符騰堡州的里斯河畔比伯拉赫。在加盟史特加前，他曾效力於當地球會FV Biberach ，SG Mettenberg及烏爾姆足球俱樂部 。

### 曼城
在卡利奧斯代表德國16歲以下國家隊對陣馬其頓的比賽後，曼城邀請卡利奧斯和他的家人到英國，並在2009年7月1日與他簽約。卡利奧斯於18歲以下和21歲以下的曼城預備隊出場，但他未能有機會在一線隊出場。

### 緬恩斯

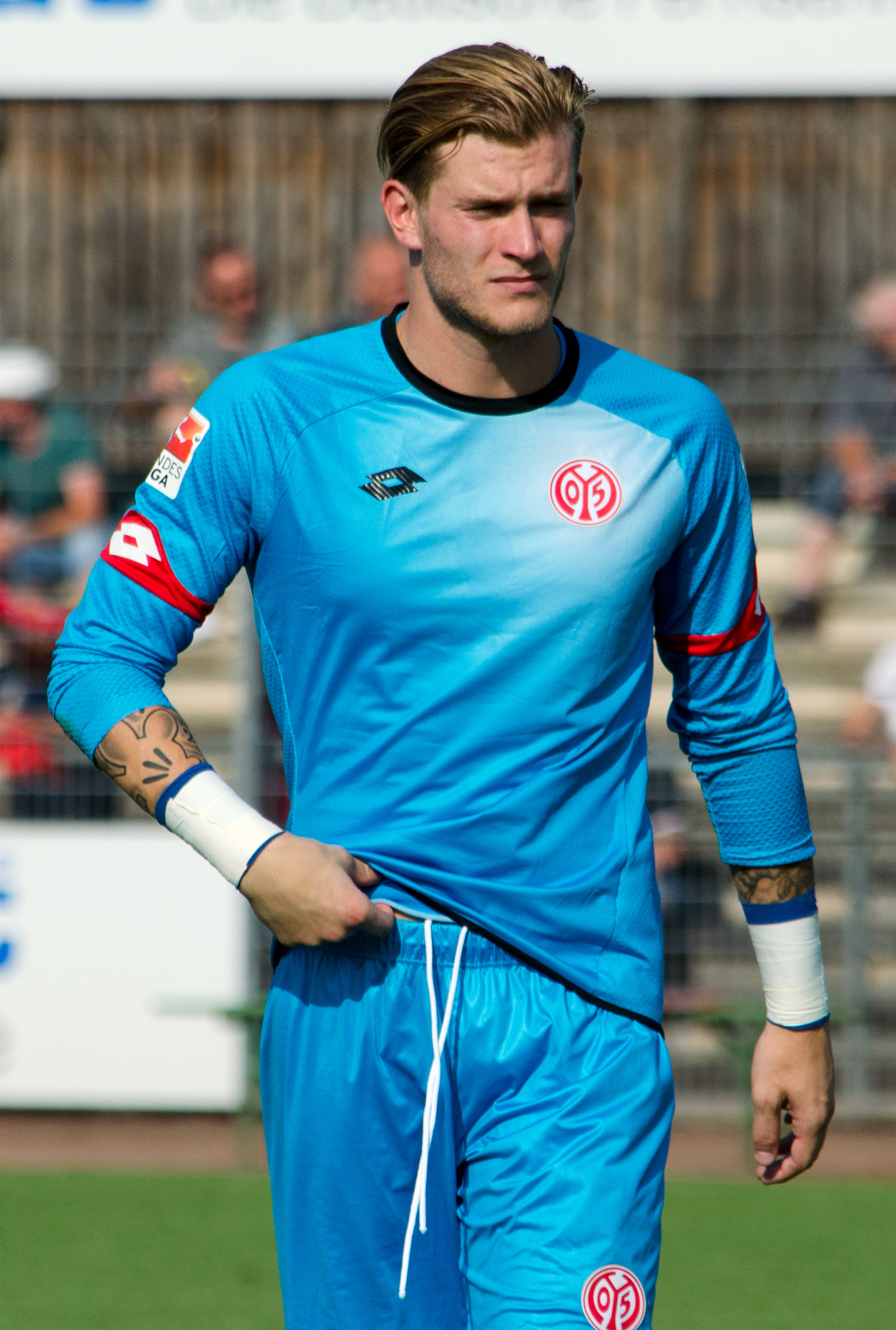
2015年卡利奧斯為緬恩斯出賽

在2011年8月，曼城租借卡利奧斯給緬恩斯，在那裡他效力於緬恩斯在德國足球地區聯賽的預備隊緬恩斯二隊。在2012年1月11日，卡利奧斯永久轉會至緬恩斯，簽下一份為期兩年及第三年選項的合同，將他的合同延長至2015年6月。
在2012年12月對漢諾威時，卡利奧斯完成首秀，由於正選門將被罰下，他以後備身份入替肖恩·帕克。卡利奧斯此後確立了自己作為緬恩斯正選門將的身份並在2015年1月12日簽署了一份為期三年的續約合同。
卡利奧斯在2015-16賽季保持全勤，聯賽上陣34次，當中有9場零封對手，並救出了兩個十二碼，而在德甲官方網站上舉行的一項調查中被選為聯賽第二最佳的門將。

### 利物浦

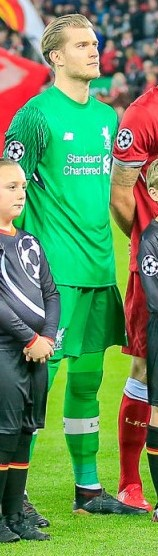
2017年卡利奧斯為利物浦出賽歐冠盃

2016年5月24日，卡利奧斯以470萬英鎊轉會至英超球隊利物浦，並簽下五年的合同，他將穿上1號球衣。

#### 2016-17 賽季
2016年9月20日，卡利奧斯為利物浦首戰是英格蘭聯賽盃對德比郡，以3-0獲勝。英超首戰則於9月24日對侯城的賽事，以5-1獲勝。2016年10月24日，利物浦領隊稱卡利奧斯是他的守門員首選，先於比利時守門員。由於本來的正選守門員表現平平，球迷對卡利奧斯寄予厚望，但他的表現不穩屢誤戎機，十二月份的數場賽事均有失誤，包括對般尼茅夫的聯賽中補時階段接球脫手，補射入網，令利物浦以4-3落敗全失3分。其後卡利奧斯失去正選席位，復任正選對米杜士堡。

#### 2017-18 賽季
卡利奧斯在2018年歐洲冠軍聯賽決賽以正選登場，但他於比賽期間的兩個嚴重失誤，令利物浦最終以1-3落敗
。第一個失誤於51分鐘導致第一個失球，卡利奧斯把球拋向脚前，被法國前鋒撞入網中。第二個失誤於83分鐘，作出40碼外遠射，卡利奧斯接球不稳，皮球射入網窩
。賽後卡利奧斯淚灑球場，向看台上的利物浦球迷致歉。賽後訪問中，他表示自己的錯誤令球隊於決賽落敗，向球會上下所有人道歉。賽後Twitter出現針對卡利奧斯的死亡威脅言論，默西賽德郡警方隨即立案調查。

#### 2018–19 賽季
經過上賽季的嚴重失誤後，卡利奧斯在季前熱身賽的表現成為球迷焦點。卡利奧斯在熱身賽7:2大勝車士打的賽前熱身時，被鏡頭拍攝到他不慎令足球從胯下漏入網。7月10日對燦美爾的熱身賽，因未能雙手抱實對手的罰球，結果皮球脫手，被對手補射入網。結果9日後，利物浦即以破世界轉會費紀錄購入艾利臣，令卡利奧斯被打入冷宫 。
7月22日國際冠軍盃對多蒙特的賽事，開賽4分鐘後卡利奧斯走出禁區外解圍時，誤將皮球傳給對手，幸後者於40碼外射門未能命中。不過下半場補時階段，多蒙特翼鋒射門，卡利奧斯將皮球擋出不遠，最終對手補射得手。

#### 外借至比錫達斯
2018年8月25日，卡利奧斯獲外借至土耳其球隊比錫達斯兩年。
2019年9月19日，在2019-20赛季欧联杯小组赛首轮贝西克塔斯对战布拉迪斯拉发的比赛中，卡里乌斯再次出现低级失误。比赛进行到第14分钟时，布拉迪斯拉发门将格雷夫大脚长传，卡里乌斯冲出禁区解围失误，同时又晃倒了回防的自家中场球员利亚伊奇，导致对方前锋斯波拉尔趁机将球打入空门。最终贝西克塔斯2-4不敌布拉迪斯拉发。赛后卡里乌斯为自己的低级失误道歉，同时也受到多方批评指责。2020年4月，卡里乌斯离开贝西克塔斯，回归利物浦，改穿22号球衣，之后还曾随队训练。但据报道卡里乌斯已被告知自己在利物浦“没有未来”，离队可能性较大。

#### 外借至柏林联盟
2020年9月28日，利物浦宣布卡里乌斯将以租借的形式加盟德甲球队柏林联盟至赛季结束。2021年1月30日，卡利奧斯在球隊對上門興格拉德巴赫的主場比賽中替補登場，暌違五年在德甲聯賽亮相。
由于伤病等原因，卡里乌斯本赛季在柏林联盟并无太多出场机会，赛季结束后回到利物浦。2021-2022赛季结束后，卡里乌斯合约到期，离开利物浦。

### 紐卡素
2022年9月12日，紐卡素宣布卡利奧斯以自由身加盟，並簽下四個月的合約，身穿18號球衣。
2023年2月26日，由於球隊第一門將尼克·波佩紅牌停賽，第二門將馬丁·杜拉夫克則因曾在早段時間代表曼聯出戰英聯盃而無法再為紐卡素出戰，卡利奧斯在英聯盃決賽中獲正選上陣，上演在紐卡素的首秀，以及自2021年2月28日對陣賀芬咸的比賽代表柏林聯上陣後兩年來第一次在正式比賽披甲上陣。在本場比賽中，卡利奧斯作出了8個撲救，救出了馬古斯·拉舒福特和布魯諾·費爾南德斯在下半場的黃金機會，縱使紐卡素在此場比賽中以0-2飲恨，但他的表現仍然獲得一致好評，事後被媒體評以8分高分。

## 榮譽
利物浦
- 英超亞洲盃冠軍：2017/18

## 外部連結
- Soccerway資料庫：洛里斯·卡利奧斯